# Ермеков, Курамыс
Курамы́с Ерме́ков (7 ноября 1936, село Забурунье, Новобогатинский район, Гурьевская область — 2011) — доктор философских наук (1992), профессор (1994), академик Академии социальных наук.

## Биография
Родился 7 ноября 1936 года в селе Забурунье Новобогатинского района Гурьевской области. Происходит из рода Токмамбет, относящегося к Адай Младшему жуза.
В 1957 году окончил факультет германской филологии Алматинского института иностранных языков.
В течение следующих 10 лет работал учителем в сельской школе поселка Дамба Гурьевской области.
1967—1992. Работа в органах народного образования Балыкшинского района. Секретарь по идеологической работе Балыкшинского районного комитета Компартии Казахстана. Директор Гурьевского педагогического училища
1971. Окончил исторический факультет Гурьевского педагогического института.
В 1975 году защитил кандидатскую диссертацию.
1992. Окончил аспирантуру по философии в Московской академии общественных наук. В этом же году защитил докторскую диссертацию и стал первым доктором философских наук в Западном регионе Казахстана.
В 1992 году работая в Гурьевском педагогическом институте, основал и заведовал кафедрой философии, открыв при ней впервые в Гурьеве очную и заочную аспирантуры, действующие до сих пор.
1994—1997. Проректор Атырауского государственного университета имени Х. Досмухамедова.
1995. Назначен первым вице-президентом Западно-Казахстанского отделения Национальной Академии наук Республики Казахстан. Позже реорганизовано в Атырауское общественное объединение «Академия».
Основатель и руководитель первого в Казахстане Научного Центра социологических исследований в нефтегазовой отрасли при Атырауском институте нефти и газа.
Его научное наследие обширно — 150 научных трудов, в том числе 9 научных монографий, 4 учебника для студентов, аспирантов, магистрантов.

## Общественная деятельность
Председатель Правления Гурьевской областной организации Всесоюзного общества «Знание».
Избирался депутатом городского и областного Советов народных депутатов, депутатом Верховного Совета Республики Казахстан XIII созыва.
2004. Член ономастической комиссии Атырауской области.

## Семья
Жена — Қалимаш. Дети — Роман, Жанна, Гамель.

## Основные труды
- К. Ермеков. Социальная философия Карла Корша и современность (Методологический аспект)./ Диссертация на соискание ученой степени доктора философских наук/ Российская академия управления. Москва, 1992
- К. Ермеков. Философия Карла Корша и современность./ Алма-Ата: Гылым, 1992. ISBN 5-628-01251-3
- К. Ермеков. Философия, социология и теория истории./ Алматы: 1997
- К. Ермеков. История и философия (научное издание)./ Алматы: Акыл кітабы, 2000.
- К. Ермеков. Курс философии: Учебник. Атырау: Атырауский институт нефти и газа, 2006 - 384 с.

## Награды
Его большие заслуги в области образования и науки были отмечены высокими государственными наградами: орденом «Парасат», медалями « За доблестный труд», «Ветеран труда», «10 лет Парламенту Республики Казахстан», «10 лет Независимости Республики Казахстан», знаками «Отличник народного просвещения КазССР», "За активную работу во Всесоюзном обществе «Знание», «За вклад в развитие науки Республики Казахстан».